# Брирли, Гарри
Гарри Брирли (англ. Harry Brearley; 18 февраля 1871 — 14 июля 1948) — английский металлург, считающийся изобретателем нержавеющей стали.

## Биография
Брирли родился 18 февраля 1871 года в Шеффилде (Англия) в семье сталелитейщика Джона Брирли и его жены Джейн Брирли, урожденной Сениор. До 12 лет учился в школе Вудсайд, после чего пошёл на завод, где работал его отец, в качестве рабочего. Позднее получил должность ассистента в химической лаборатории компании. 23 октября 1895 года женился на Хелен Терезе Крэнк (1874—1955). В течение нескольких лет, помимо работы в лаборатории, учился дома, а затем в вечерних классах, специализируясь на методах производства стали и связанных с ними методах химического анализа.
К тридцати годам Брирли заслужил репутацию опытного профессионала, умелого в решении практических проблем промышленной металлургии. В 1908 году, когда две из основных сталелитейных компаний Шеффилда договорились о совместном финансировании общей исследовательской лаборатории (лаборатории Брауна Ферта), Гарри Брирли предложили возглавить проект. В 1913 году изобрёл нержавеющую сталь на основе сплава железа, углерода и хрома.
Из лаборатории Брауна Ферта Брирли перешёл на работу на сталелитейный заводу Брауна Бэйли, также находившийся в Шеффилде. В 1925 году он стал директором этого завода.
В 1941 году Брирли создал благотворительный фонд The Freshgate Trust Foundation, действовавший в Шеффилде и Саут-Йоркшире. Фонд предоставлял людям, рожденным, подобно Брирли, в стеснённых условиях, финансовые средства для путешествий, образования, искусства и музыки. В настоящее время фонд продолжает работу как благотворительная организация Саут-Йоркшира.
Брирли умер 14 июля 1948 года в Торки, прибрежном курортном городке в Девоне, на юго-западе Англии. Он был кремирован в Эффорде, недалеко от Плимута, 16 июля 1948 года, а прах был развеян в Саду памяти крематория.

## Изобретение нержавеющей стали
В неспокойные годы, предшествовавшие Первой мировой войне, производство оружия в Великобритании значительно возросло, но возникли практические проблемы из-за чрезмерного износа внутренних поверхностей стволов оружия. Брирли начал исследование новых сталей, которые могли бы лучше противостоять эрозии (а не коррозии, как часто упоминается в этой связи), вызванной высокими температурами. Он начал опыты с добавлением хрома в сталь, так как было известно, что этот металл повышает температуру плавления по сравнению со обычными углеродистыми сталями.
Целью исследований было определение эффекта от изменения концентрации углерода (примерно 0,2 % по массе) и хрома (в диапазоне от 6 до 15 % по массе).

### Случайное открытие

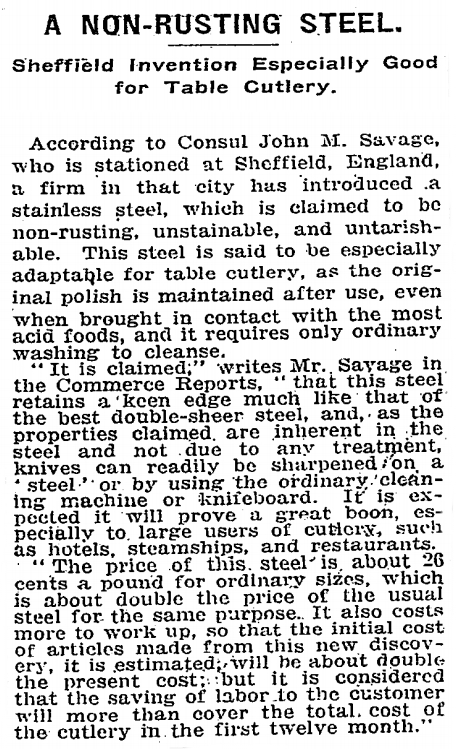
Объявление от открытии нержавеющей стали в New York Times в 1915 году

Чтобы провести металлографию для изучения микроструктуры экспериментальных сплавов (основного фактора, ответственного за механические свойства стали), необходимо было полировать и травить полученные металлические образцы. Для углеродистой стали было достаточно разбавленного раствора азотной кислоты в спирте, но Брирли обнаружил, что новые хромистые стали оказались очень устойчивы к химическому воздействию.

### Разработка
Вероятно, то, что Гарри Брирли родился и жил в Шеффилде, известном производством столовых приборов с XVI века, позволило ему оценить потенциал хромистых сталей для не только для работы в условия высоких температур, что было первоначальной целью, но и для массового производства столовых приборов, кастрюль и пищевого технологического оборудования. До этого ножи из углеродистой стали ржавели, что было негигиенично, а заменой могли служить только дорогие столовые приборы из серебра или нейзильбера. Имея это в виду, Брирли расширил свои опыты, чтобы проверить действие на сталь пищевых кислот, такими как уксус и лимонный сок. Результаты оказались многообещающими.
По некоторым данным, первой по-настоящему нержавеющей сталью был сплав с содержанием 0,24 % по массе углерода и 12,8 % по массе хрома. Брерли создал его в электрической печи 13 августа 1913 года. За своё достижение в 1920 году он был награжден золотой медалью Бессемера. ASM International указывает дату 20 августа 1913 года, когда Брирли создал отливку под номером 1008 (12,8 % хрома, 0,44 % марганца, 0,2 % кремния, 0,24 % углерода и 85,32 % железа).
Практически все исследования нержавеющих сталей были прерваны Первой мировой войной 1914—1918 годов, но в 1920-х годах работы по ним возобновились. Брирли покинул лабораторию Брауна Ферта в 1915 году из-за разногласий относительно патентных прав, но исследования продолжались под руководством его преемника, доктора Уильяма Хэтфилда. Именно Хэтфилду приписывают разработку в 1924 году нержавеющей стали, которая даже сегодня, вероятно, является наиболее широко используемым сплавом этого типа, так называемым «18/8», который помимо хрома (18 % по массе) имеет в составе никель (8 % по массе).

## Память
К столетию со дня изобретения нержавеющей стали, на улице Говарда в Шеффилде художницей Сарой Йейтс (Faunagraphic) была создана 13-метровая настенная композиция.
Портрет и памятная табличка установлены в бывшей Лаборатории Брауна Ферта.